# اچ‌ام‌اس استورجن (۱۸۹۴)
اچ‌ام‌اس استورجن (۱۸۹۴) (به انگلیسی: HMS Sturgeon (1894)) یک کشتی بود. این کشتی در سال ۱۸۹۴ ساخته شد.